# Moluques
Ne doit pas être confondu avec mollusques.
Pour les articles homonymes, voir Maluku.
Les Moluques, en indonésien Maluku, sont un archipel situé dans l'Est de l'Indonésie, d'une superficie terrestre de 74 500 km2 avec plus de 2 millions d'habitants.
Ces îles productrices d'épices ont dès le début du XVIe siècle attiré les Européens, en premier lieu les Portugais, vers l'archipel indonésien. Après une période de prédominance portugaise, les Néerlandais de la Compagnie des Indes orientales (VOC) prennent le contrôle des Moluques, ainsi que du reste de l'archipel indonésien, qui au XIXe siècle devient les Indes orientales néerlandaises, principale possession coloniale du royaume des Pays-Bas. L'accession à l'indépendance de l'Indonésie en 1949 suscite des velléités sécessionnistes aux Moluques, rapidement réprimées par la nouvelle république.

## Géographie

### Situation des Moluques en Indonésie
D'ouest en est, à la latitude de l'équateur, l'archipel d'Indonésie est composé des îles de Sumatra, de Bornéo et de Sulawesi, puis de l'archipel des Moluques et de la partie occidentale de  l'île de Nouvelle-Guinée.
Au sud de Bornéo, à une latitude comprise entre 6° S (Jakarta) et 9° S (Timor) se trouvent l'île de Java, et, dans son prolongement, les Nusa Tenggara (dont Bali et Lombok) et Timor ; puis les îles Babar et Yamdena, ces deux dernières faisant partie des Moluques.
Entre Célèbes, les îles Sula et Halmahera se trouve la mer des Moluques ; entre Célèbes, Seram, les îles Tanimbar et Timor, la mer de Banda ; entre Halmahera, Waigeo et la Papouasie occidentale, la mer de Halmahera et entre Obi, Seram, les îles Watubela et la Papouasie occidentale, la mer de Céram.
Les îles de l'archipel indonésien font partie de la république d'Indonésie, à l'exception cependant du nord de Bornéo (une partie de la Malaisie et Brunei), la moitié est de la Nouvelle-Guinée (Papouasie-Nouvelle-Guinée) et la moitié est de Timor (Timor oriental).

### Les îles de l'archipel
Les Moluques sont situées dans une zone océanique de 850 000 km2, dont 10 % seulement sont des terres émergées. On estime à 1 027 le nombre d’îles. Les deux plus grandes îles, Halmahera et Seram, sont peu peuplées, tandis que les plus peuplées, Ambon et Ternate, sont petites. 

#### Deux provinces
Depuis 1999, les îles des Moluques sont réparties entre deux provinces : 
- la province des Moluques, dont la capitale est Ambon (ou Amboine), sur l'île du même nom ;
- la province des Moluques du Nord (Maluku Utara), dont la capitale est depuis 2010 Sofifi, une ville située sur l'île de Halmahera.

#### La province des Moluques du Nord
Elle est formée de trois groupes d'îles :
- au nord :
  - Halmahera (17 780 km²)
  - Morotai (1 800 km²)
  - Ternate (111 km²)
  - Tidore (116 km²)
  - Makian (84 km²)
  - Bacan (1 899 km²)

- au sud-ouest :
  - îles Sula, dont les plus grandes sont Taliabu (2913 km²), Mangole (1228) et Sanana (558)

- au sud :
  - Obira (2 542 km²) et les îles Obi
  - Îles Banda

#### La province des Moluques
- dans le Nord de la mer de Banda :
  - Seram (17 100 km²)
  - Buru (9 505 km²), à l'ouest de Seram
  - Ambon (377 km²), au sud de Seram
  - Haruku (289 km²), 3 km à l'est d'Ambon
  - Saparua (190 km²), 1 km à l'est de Haruku

- dans le Sud de la mer de Banda, dans le prolongement des Petites îles de la Sonde ou de Timor, d'ouest en est :
  - les îles Barat Daya, notamment Wetar (3 600 km²)
  - les îles Leti (1500 km²), d'ouest en est : Leti (240), Moa (960) et Lakor (300) ;
  - les îles Babar : Babar (800 km²), et, en cercle autour d'elle, Masela, Wetan, Dai, Dawera et Daweloor ;
  - les îles Tanimbar, notamment Yamdena (2 981 km²)
  - les îles Kei (Besar, Kecil et Dulah) ainsi que les îles Tayandu, 20 km au nord-ouest ;

- dans le Nord de la mer d'Arafura :
  - les îles Aru, constituent 95 îles dont les plus grandes sont Trangan (2 149 km²), Kobroor (1 723) et Wokam (1 604).

#### Climat
C'est un climat équatorial, comme dans l'ensemble de l'Indonésie.

## Étymologie du nom
Le nom des Moluques, en indonésien Maluku, vient de l'expression Jazirat al Muluk (« île des rois »), nom que donnaient à l'archipel les marchands arabes.

## Histoire

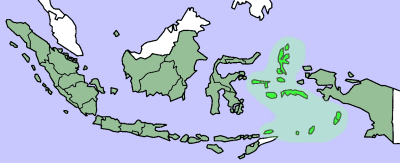
Situation des Moluques en Indonésie.

### Les Moluques et la Chine: des relations anciennes?
Dans son Historia das Molucas perdue, le Portugais António Galvão écrit vers 1544 que c'est avec la Chine que les Moluques ont dû avoir leurs premières relations maritimes.[pas clair]

### Les Moluques et le royaume de Majapahit (XVesiècle)
Les noms d'Ambon, des îles Gorong, de Maluku et de Céram sont attestés dès le XIVe siècle dans le Nagarakertagama, poème épique écrit en 1365 sous le règne d'Hayam Wuruk (1350-1389), roi de Majapahit dans l'est de l'île de Java. Ce texte mentionne en effet « Ambwan », « Gurun », « Maloko » et « Seran » parmi les quelque cent « contrées tributaires » du royaume. En réalité, le territoire contrôlé par le royaume de Majapahit ne s'étendait que sur une partie de l'est et du centre de Java. Les « contrées tributaires » étaient en fait des comptoirs formant un réseau commercial dont Majapahit était le centre. Majapahit y envoyait des dignitaires dont le rôle était de s'assurer que ces comptoirs ne s'adonnaient pas à un commerce privé qui échapperait au royaume.
Vers 1460, sous l'influence de la principauté musulmane de Gresik à Java, l'île de Ternate est la première des Moluques à adopter l'islam.
L'essor du royaume de Demak à Java, durant le XVe siècle, favorise l'islamisation de l'archipel. La principauté de Giri dans l'Est de Java mène une politique indépendante. Hitu notamment, sur la côte nord de l'île d'Ambon, est sous son influence.

### L'installation des Portugais au début duXVIesiècle(1511c-1641c)
En 1511, une flotte portugaise partie de Goa en Inde, sous le commandement du vice-roi Afonso de Albuquerque, s'empare de Malacca, alors le plus grand port d'Asie du Sud-Est.
Les Portugais s'installent ensuite rapidement aux Moluques. Ils notent une tradition de « quatre piliers », constitués par les quatre sultanats de Bacan, Jailolo (dans l'île de Halmahera), Ternate et Tidore, qui symbolisent l'unité et la complétude des Moluques[pas clair]. L'archipel est dominé par Ternate et Tidore, dont le réseau maritime et commercial s'étend des Célèbes à la péninsule de Doberai à l'extrémité occidentale de la Nouvelle-Guinée.
La destruction de la flotte javanaise lors de la prise de Malacca par les Portugais s'est traduite par un déclin du commerce javanais et malais. Les sultanats rivaux de Ternate et de Tidore s'efforcent donc chacun de susciter l'intérêt des Portugais, qui choisissent de s'allier à Ternate, où ils construisent un fort en 1522. Le roi leur cède aussi Ambon.

### Les interventions espagnoles: Magellan et Elcano (1521); Saavedra (1528)
En 1519, le navigateur Fernand de Magellan obtient l'accord du roi de Castille, Charles 1er (élu empereur en 1520 sous le nom de Charles Quint), pour aller jusqu'aux Moluques en naviguant vers l'ouest. Magellan estime de surcroît que les Moluques font partie des territoires qui reviennent à la Castille en vertu du traité de Tordesillas (1494).
Parti de Séville en 1519, il découvre le détroit de Magellan en 1520, puis atteint les Philippines, où il est tué au cours d'une guerre entre chefs indigènes (avril 1521). Les deux navires rescapés de son escadre parviennent à Tidore en novembre 1521, sous le commandement de Juan Sebastián Elcano. Ils chargent tous deux une cargaison d'épices, puis le navire d'Elcano repart vers l'ouest, à travers les mers sous contrôle portugais, et réussit cependant à rejoindre Séville en 1522, réalisant la première circumnavigation, tandis que le second navire, tentant de partir vers l'isthme de Panama, est intercepté par les Portugais.
En 1528, le sultanat de Tidore reçoit de nouveau un navire espagnol, parti cette fois de Nouvelle-Espagne (actuel Mexique), sous le commandement d'Álvaro de Saavedra, au service d'Hernán Cortés. Après avoir chargé une cargaison de clous de girofle, le navire repart vers la Nouvelle-Espagne, mais ne réussit pas à trouver d'alizés favorables. Obligé de revenir à Tidore, l'équipage est arrêté par des Portugais, qui estiment que des Espagnols n'ont aucun droit de se trouver dans une région qui revient en fait au Portugal.
En 1529, Charles Quint renonce à toute prétention sur les Moluques (traité de Saragosse) ; mais il obtient le droit pour la Castille d'occuper les Philippines, bien que celles-ci soient aussi dans l'hémisphère portugais.

### Début des missions chrétiennes sous l'égide portugaise
Saint François Xavier, cofondateur de l'ordre des Jésuites avec Ignace de Loyola, jette les bases d'une mission à Ambon, Morotai et Ternate en 1546 et 1547, marquant le début de l'implantation du catholisme dans cette région.
En 1562, des Dominicains entreprennent la christianisation des îles Solor.
Les Portugais sont expulsés de Ternate en 1575 et s'installent à Tidore, où ils construisent un fort en 1578.

### L'arrivée de la Compagnie néerlandaise des Indes orientales (VOC) auXVIIesiècle

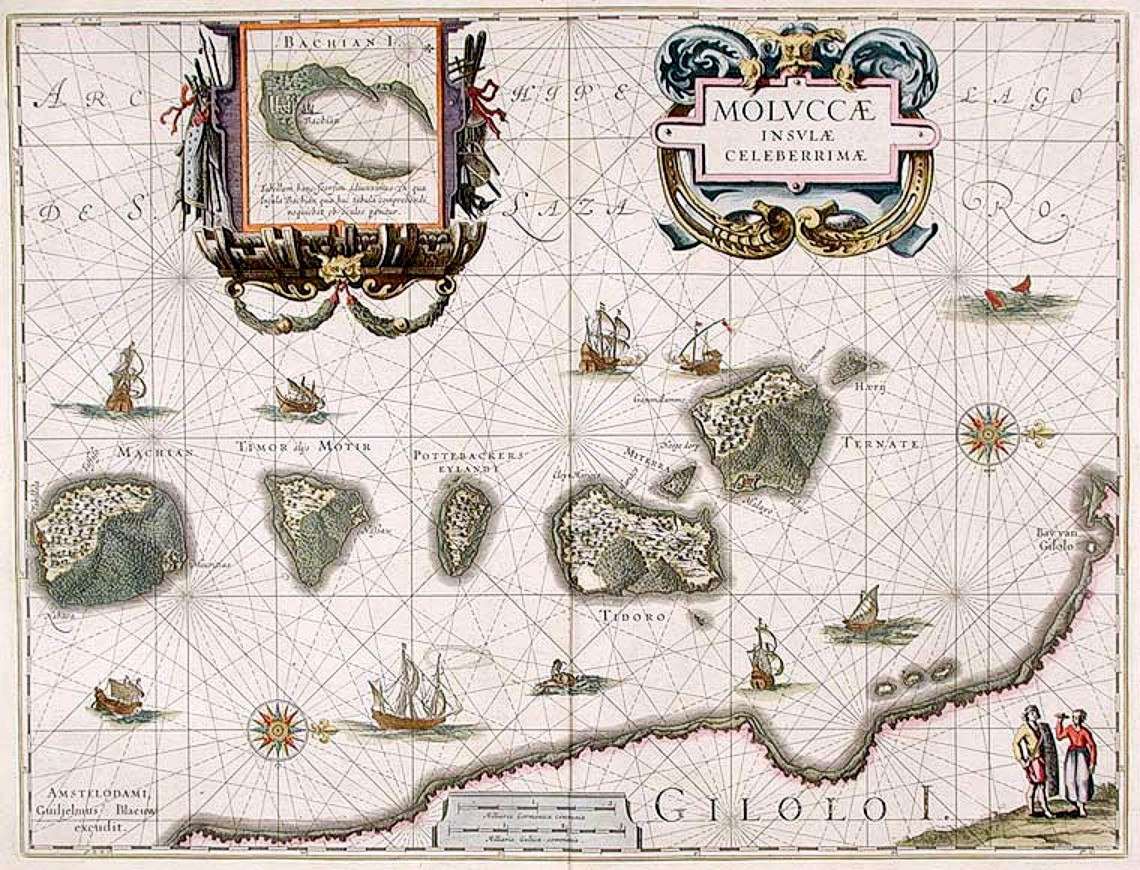
Carte des Moluques par Willem Blaeu (1630).

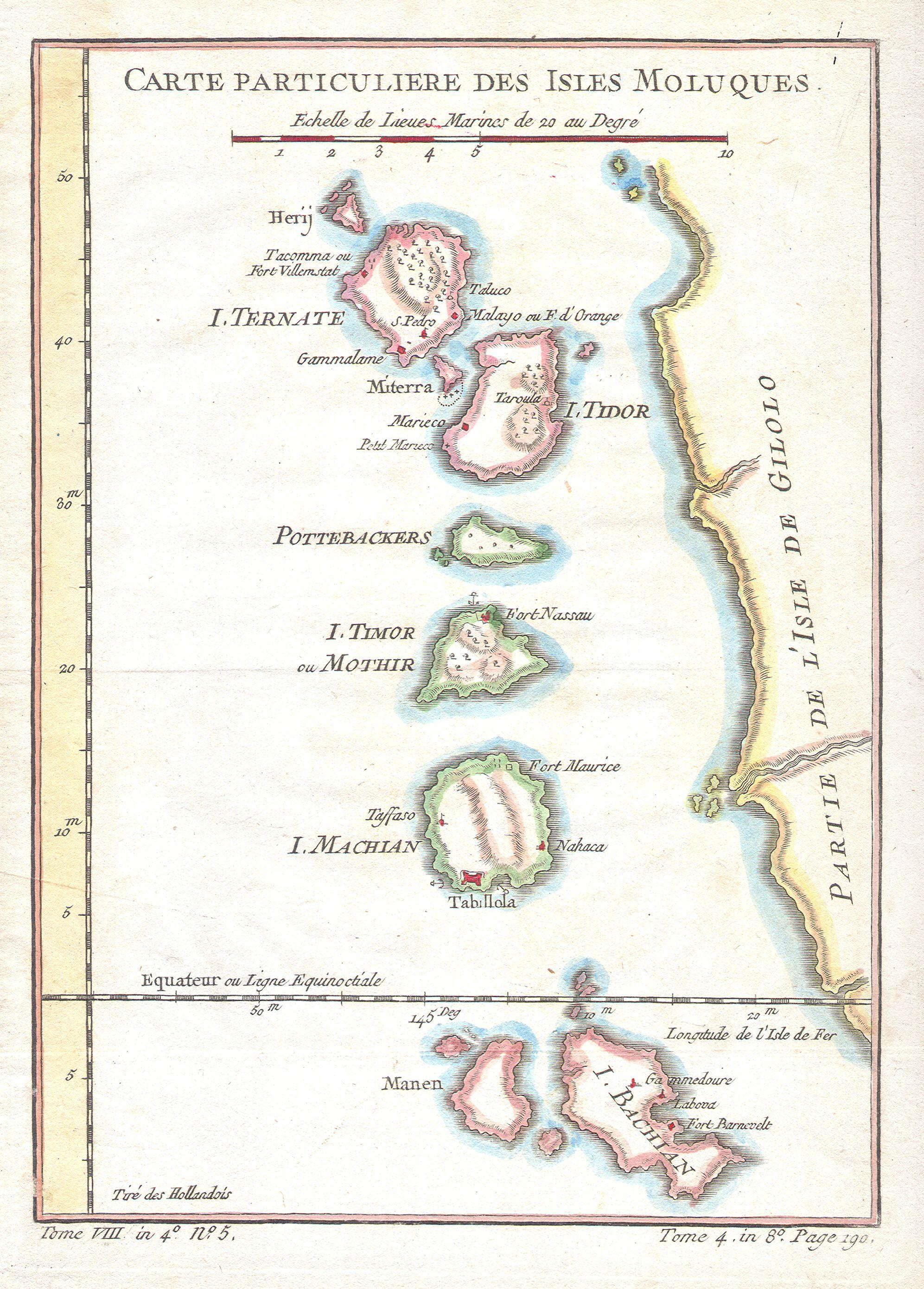
Carte particulière des Isles Moluques par Jacques-Nicolas Bellin (1760).

En 1602, les négociants des ports des Provinces-Unies, qui ont fait sécession en 1581 des Pays-Bas espagnols, fondent la Compagnie néerlandaise des Indes orientales, la VOC (Vereenigde Oostindische Compagnie), chargée par le nouvel État de ses intérêts coloniaux. Celle-ci s'attaque donc aux Portugais, d'autant plus que les Provinces-Unies sont encore en guerre contre le roi d'Espagne, qui est aussi roi de Portugal depuis 1580.
La VOC s'empare d'Ambon en 1605 et en fait son siège. Les Portugais sont totalement évincés des Moluques en 1636. Les Néerlandais accordent un comptoir aux Anglais à Ambon, puis les en expulsent aussi[réf. nécessaire].
En 1619, Jan Pieterszoon Coen, le nouveau gouverneur général de la VOC, attaque le fort de Jayakarta dans l'ouest de Java et en expulse la garnison de Banten. Sur les ruines de cette ville, il bâtit Batavia (actuelle Jakarta), qui devient son siège.

### La politique de la VOC aux Moluques (XVIIesiècleetXVIIIesiècle) (1641–1795 et 1818–1825)
La VOC a cependant du mal à imposer un monopole sur la production et le commerce des épices comme le clou de girofle dont les Moluques sont à l'époque le seul producteur dans le monde, le poivre, la muscade, que le marché européen demande alors que le marché asiatique stagne.
Ayant pris Malacca aux Portugais en 1641, les Néerlandais peuvent concentrer leurs forces sur l'est de l'archipel. La résistance de la principauté de Hitu dans le nord d'Ambon est brisée en 1646. À cette époque, Ambon produit plus de girofle que le monde ne peut en consommer. La VOC entreprend donc de détruire la production des autres îles.
Avec la soumission du royaume de Gowa dans le sud de Sulawesi, la position de la VOC dans l'est de l'archipel est désormais assurée. Jusqu'à la fin du XVIIIe siècle, ses activités économiques restent néanmoins limitées aux Moluques et à la côte nord de Java, qu'elle contrôle totalement avec la fin des guerres de successions javanaises[réf. nécessaire] en 1755.
Le déclin de la VOC et sa faillite en 1799, à la suite de la transformation des Provinces-Unies en République batave (1795), font passer les Moluques au second plan des préoccupations néerlandaises.

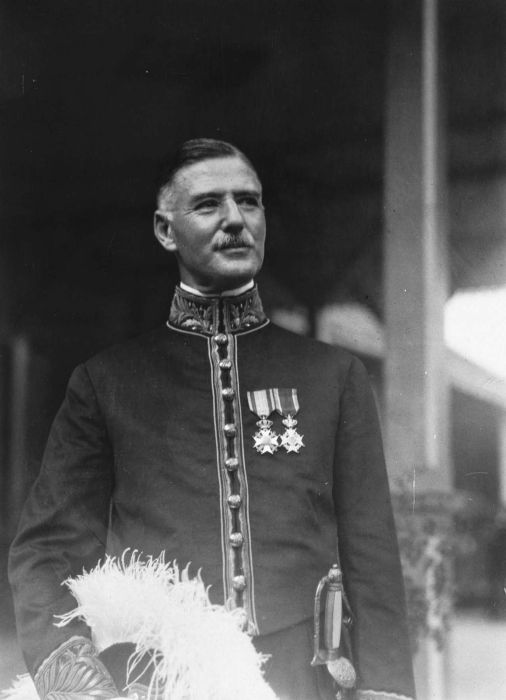
J. Tideman, gouverneur des Moluques, en 1929.

### Les Moluques dans les Indes orientales néerlandaises
La période napoléonienne est marquée par l'instabilité en ce qui concerne les possessions coloniales néerlandaises. À partir de 1815, elles passent sous le contrôle du royaume des Pays-Bas et l'archipel indonésien devient les Indes orientales néerlandaises (1800-1949).
- Théâtre du Pacifique Sud-Ouest de la Seconde Guerre mondiale
- Invasion des Indes orientales néerlandaises (1941-1943)
- Occupation japonaise des Indes néerlandaises (1942-1945)
  - Invasion de Bornéo (1941-1942), occupation japonaise de Bornéo (1941-1945)
- Révolution nationale indonésienne (1945-1949, Revolusi)

### La période de la guerre d'indépendance (1945-1949)
Une part importante[réf. nécessaire] du recrutement de l'armée coloniale néerlandaise, la Koninklijk Nederlandsch-Indisch Leger (KNIL), a lieu chez les Amboinais.
Pendant la période d'affrontement militaire et diplomatique, de 1945 à 1949, ce sont des soldats amboinais qui combattent les troupes républicaines. En 1946, un accord est signé, par lequel les Néerlandais reconnaissent la souveraineté de facto de la République d'Indonésie sur Java, Madura et Sumatra. L'accord prévoit la création d'un État fédéral dont la République serait une composante. Les Néerlandais créent donc le Negara Indonesia Timur ou NIT (« État de l'Indonésie orientale », 1946-1950).
En 1949, le Royaume des Pays-Bas accepte finalement le transfert de la souveraineté à la République d'Indonésie. Mais les Amboinais sont dans leur majorité hostiles à l'intégration à l'Indonésie.

### La république des Moluques du Sud (1950-1950, en exil jusqu'en 1963)
En avril 1950, à l'arrivée des troupes indonésiennes, des affrontements éclatent à Makassar (Sulawesi du Sud) entre des soldats amboinais de la KNIL et l'armée indonésienne.
Le docteur Soumokil, Amboinais, ministre de la Justice du NIT, proclame l'indépendance de la République des Moluques du Sud (RMS).
Les troupes de la république débarquent en juillet aux Moluques. En novembre, la rébellion est écrasée et le gouvernement de la RMS part en exil aux Pays-Bas.

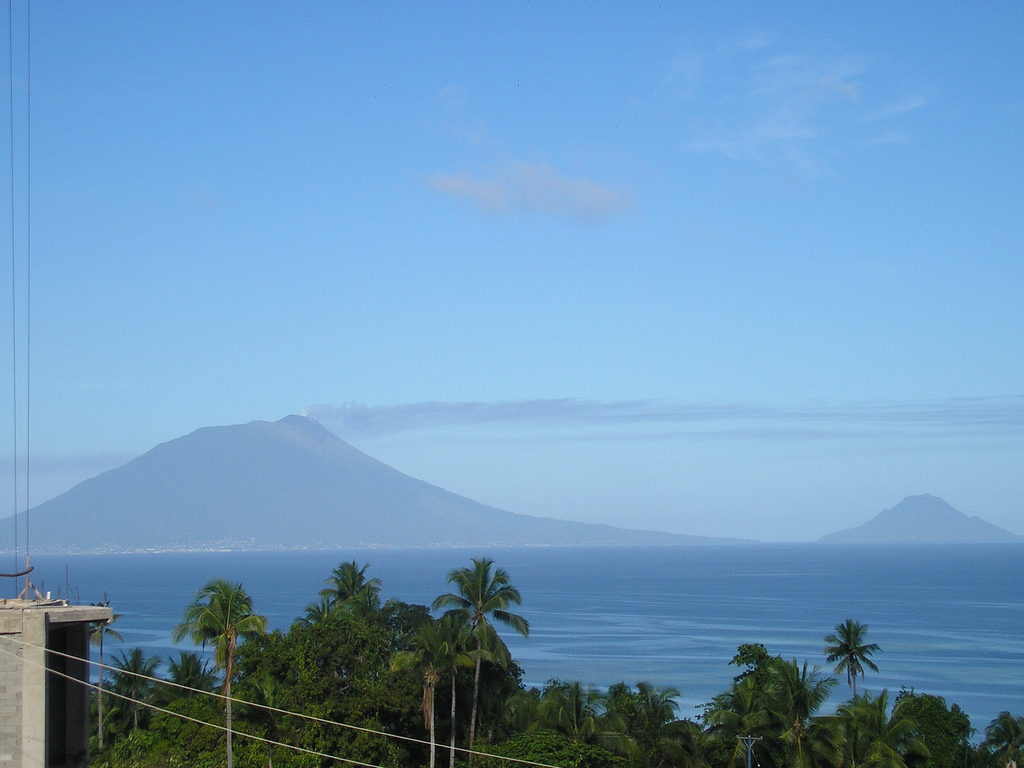
L'île de Ternate vue d'Almahera.

### La période de la république d'Indonésie
Dans les années 1970, le régime du général Soeharto encourage la transmigrasi, le départ volontaire d'habitants de Java et de Bali, surpeuplées, vers les autres îles de l'Indonésie, politique déjà pratiquée dans les années 1900 par le gouvernement colonial. Les Moluques voient l'arrivée d'immigrants musulmans en provenance des Célèbes (Sulawesi), qui prennent progressivement le contrôle de l'économie locale[réf. souhaitée]. Cette situation crée des tensions entre la population locale et les immigrants.
En 1977, un commando voulant instaurer une « République des Moluques du Sud » (séparatisme qui était en réflexion depuis 20 ans) détourna un train (nl) aux Pays-Bas. Deux otages furent tués, ainsi que six attaquants, lors de l'intervention des forces antiterroristes néerlandaises.
En janvier 1999, un incident provoque des affrontements entre les communautés musulmane et chrétienne, qui en quatre ans font plus de 12 000 morts et causent le déplacement de plusieurs centaines de milliers de personnes. Le conflit prend progressivement fin à partir de 2002, à la suite des accords de Malino, mais l'archipel connaît encore de brefs regains de violence.
- République des États-Unis d'Indonésie (1949-1950, Republik Indonesia Serikat, RIS)
- État unitaire de la république d'Indonésie (1950-présent, Negara Kesatuan Republik Indonesia)
- Conflit sectaire moluquois (en) (1999-2002)

## Les habitants des Moluques

### Ethnies
Les Moluquois ne constituent pas une ethnie spécifique, mais désignent l’ensemble des habitants de l’archipel des Moluques. Ils sont très métissés. Des gènes provenant des Indiens, Arabes, Chinois et Portugais se mélangent aux peuples d’origine malaise et papoue, auxquels on peut ajouter les marins bugis de Célèbes et récemment des Javanais.
Cette diversité n’empêche pas les Moluquois d’être parmi les populations les plus occidentalisées de la région. Ceci est dû à la colonisation néerlandaise, à leur petit nombre (2,1 millions) et à l’enjeu stratégique qu’ils représentaient pour entretenir le commerce des épices. Il était important d’avoir une paix sociale.
Les îles du Nord sont majoritairement musulmanes et comptèrent, autour du XVe siècle, une profusion de sultanats indépendants, souvent en conflit. Le Sud des Moluques est plutôt catholique, religion diffusée par les missionnaires néerlandais après les Portugais.
Quelques ethnies autochtones vivent encore au centre de certaines îles, où elles furent repoussées par l’arrivée de migrants en provenance de Célèbes et de Java.
Après le déclin de la Compagnie néerlandaise des Indes orientales, nombre de Moluquois intégrèrent les rangs de l’armée néerlandaise. Ce ne fut pas sans conséquence après l’indépendance de l’Indonésie dans les années 1950 quand ils tentèrent de créer une république autonome, violemment combattue par l’Indonésie, alors qu’ils étaient abandonnés[réf. souhaitée] par les Néerlandais. Une importante communauté moluquoise s’enfuit aux Pays-Bas où leur situation est assez comparable à celle des harkis en France[réf. souhaitée]. 

### Langues
On parle différentes langues aux Moluques.
La plupart appartiennent au sous-groupe oriental du groupe central-oriental de la branche malayo-polynésienne des langues austronésiennes. On parle aussi un dialecte malais, le bahasa Melayu Ambon (« malais d'Ambon »).
On trouve aussi des langues de la famille du papou occidental des langues papoues, notamment dans le nord de Halmahera, à Ternate et à Tidore.
De la présence portugaise aux Moluques, il reste d'abord une influence linguistique sur le vocabulaire malais : bendera (« drapeau », de bandeira), meja (« table », de mesa), pesta (« fête ») etc.
Le catholicisme à Florès et Timor est un autre héritage de la présence portugaise.

### Relations interreligieuses
Depuis des siècles, l'islam, venu de Java au XVe siècle, et le protestantisme apporté par les Néerlandais au XVIIe siècle, cohabitent aux Moluques. Selon les statistiques officielles, les musulmans représentaient 49,9 % de la population de l'archipel en 1971.
À partir des années 1970 se produit une immigration en provenance du sud de l'île de Célèbes et de l'île voisine de Buton. Ces Bugis, Buton et Makassar (qu'on désignera par le sigle de BBM) sont majoritairement musulmans. Actifs et entreprenants, ils dominent bientôt le commerce, la petite entreprise et contribuent également à modifier l'équilibre religieux. En effet les chrétiens, qui étaient majoritaires jusqu'aux années 1990, ne constituent plus que 40 % de la population en 2010. Toujours d'après les statistiques officielles, les musulmans représentent 55 % de la population des Moluques en 1980[réf. souhaitée], 56,8 % en 2000[réf. souhaitée].
Ce basculement démographique va être amplifié par une politique de « préférence musulmane » mise en œuvre dans les années 1990 par le régime Soeharto, sous la pression de l'Indonesian Association of Muslim Intellectuals (en) (Association des intellectuels musulmans d'Indonésie) ou ICMI créée en 1991[réf. souhaitée].

## Divers
Autrefois, on appelait la limule « crabe des Moluques », bien qu'elle ne soit pas un crustacé.